# 2023年江東区長選挙
2023年江東区長選挙（2023ねんこうとうくちょうせんきょ）は、2023年に執行された江東区長を選出するための選挙である。本項では、2023年4月23日執行の第15回江東区長選挙と、同年12月10日執行の第16回江東区長選挙を同じ項目として扱う。

## 第15回選挙（2023年4月）

### 告示日・執行日
- 告示日：2023年（令和5年）4月16日
- 執行日：2023年（令和5年）4月23日

告示4日前の2023年4月12日に現職の山﨑孝明が死去したため、江東区選挙管理委員会は地方公共団体の議会の議員及び長の選挙期日等の臨時特例に関する法律に基づく選挙（統一地方選挙）ではなく、公職選挙法に基づく選挙を実施することとし、予定通りの日程で執行された。

### 同日選挙
- 江東区議会議員選挙

### 立候補者
（立候補届け出順）
| 氏名                         | 年齢 | 党派   | 現元新 | 職業・肩書       |
| ---------------------------- | ---- | ------ | ------ | ---------------- |
| 芦沢礼子 （あしざわ れいこ） | 60   | 無所属 | 新     | 訪問介護ヘルパー |
| 猪野隆 （いの たかし）       | 58   | 無所属 | 新     | 元国税庁職員     |
| 山﨑一輝 （やまざき いっき） | 50   | 無所属 | 新     | 元東京都議会議員 |
| 木村弥生 （きむら やよい）   | 57   | 無所属 | 新     | 元衆議院議員     |

#### 立候補が取り沙汰された人物
- 黒崎明 - 元東京大学特任教授
  - 4月12日、会見で立候補を表明したが翌13日に立候補を取りやめた[2]。

### タイムライン
2022年
- 9月10日 - 京都3区を地盤とする元自由民主党衆議院議員の木村弥生が母親の介護を理由に国政引退を表明。京都から出身地の江東区に戻った[3][4]。
- 10月24日 - 宇都宮健児が代表を務める政治団体「区民によりそう江東区長を誕生させる会」は東京都選挙管理委員会に政治団体設立届を提出し、受理された[5]。
- 11月8日 - 「区民によりそう江東区長を誕生させる会」は設立集会を開催し、副代表の介護ヘルパーの芦沢礼子が立候補する意向を表明した[6][7]。
- 11月24日 - 現職の山﨑孝明が立候補する意向を表明。翌日には自民党の推薦を受けて出馬することが報じられた[8]。

2023年
- 1月12日 - 木村が都庁で記者会見し、立候補する意向を表明[9]。出馬会見には医療法人理事長の小暮裕之、衆議院議員の柿沢未途の後援会事務総長を務める区議の板津道也らが同席し、それぞれ木村の支持を明らかにした[10][11][注 4]。木村を擁立したのは柿沢であったが、この時点ではそのことは明らかにされなかった[12][注 5]。
- 3月5日 - 日本共産党東京都委員会は芦沢の支持を決定した[14]。
- 3月27日 - 山﨑孝明は病院に救急搬送され入院。入院先から電話で、長男で都議の山﨑一輝に「区長選には出られない」と伝えた。同日に開かれた孝明の支援者向けの決起集会で、一輝は、孝明が健康上の理由で区長選への立候補を取りやめることを明かした[15][16]。
- 3月28日 - 自民党の区議は全員一致で、一輝に区長選へ立候補を要請すると決めた[16]。
- 4月4日 - 元国税庁職員の猪野隆が立候補する意向を明らかにした[17]。
- 4月8日 - 木村は選挙事務所を開設。事務所開きには、前年の参院選に東京都選挙区から無所属で立候補した乙武洋匡が出席した[18][19]。乙武は街頭演説に参加するほか、木村のYouTubeチャンネルに応援メッセージを送るなど、木村を積極的に支援した[18][20]。
- 4月12日 - 山﨑孝明が膀胱がんによる急性腎不全のため、東京都内の病院で死去[21]。地方自治法の規定に伴い、新区長選出までは押田文子副区長が区長職務を代行することとなった[22]。
- 同日 - 山﨑一輝が、自民党の推薦を受けて立候補する意向を表明[2]。
- 4月16日 - 区長選挙告示。
- 4月17日 - 公益社団法人東京青年会議所は候補者4人によるインターネット討論会を主催。討論会は4月21日にYouTubeでアーカイブ配信された[23]。
- 4月23日 - 区長選挙投票。
- 4月24日 - 区長選挙開票。

### 選挙結果
各候補の得票率
投開票の結果、木村が3候補を破り初当選した。当選挙は自民党推薦の山崎と、元自民党衆議院議員の木村が争う保守分裂選挙となり、自民党からは茂木敏充幹事長、萩生田光一都連会長、菅義偉前首相らが山崎の応援に駆け付けた一方、野田聖子・稲田朋美両衆議院議員は木村を支援した。都民ファーストの会の都議の白戸太朗も木村の支援に回った。前回選まで山﨑孝明の推薦を決めていた公明党は当該選挙では自主投票とした。山﨑の陣営幹部は「短期決戦」であったことが敗因だと語った。
木村の選挙を水面下で指揮していたのは東京15区選出の柿沢未途衆議院議員で、柿沢の後援会事務総長で区議の板津道也は自身の選挙カーを提供し、陣営の選対本部に人を送り込んだほか、柿沢は選挙運動最終日の4月22日夜に行われた木村の囲み取材を自身の政策秘書に仕切らせた。柿沢は木村に対し有料のネット広告を行うよう勧めたほか、2月から4月にかけては区議らに1万～20万円の現金を配布し、木村陣営の運動員10人あまりに150万円以上の報酬を支払った。そのため公職選挙法違反によりその後木村が区長辞職のち在宅起訴、柿沢が逮捕されるに至った
※当日有権者数：417,000人 最終投票率：48.86%（前回比：2.14pts）
| 候補者名 | 年齢 | 所属党派 | 新旧別 | 得票数   | 得票率 | 推薦・支持                                           |
| -------- | ---- | -------- | ------ | -------- | ------ | ---------------------------------------------------- |
| 木村弥生 | 57   | 無所属   | 新     | 75,906票 | 38.46% |                                                      |
| 山﨑一輝 | 50   | 無所属   | 新     | 62,148票 | 31.49% | （推薦）自由民主党                                   |
| 猪野隆   | 58   | 無所属   | 新     | 34,126票 | 17.29% |                                                      |
| 芦沢礼子 | 60   | 無所属   | 新     | 25,167票 | 12.75% | （支持）日本共産党東京都委員会・社会民主党東京都連合 |

## 第16回選挙（2023年12月）

### 選挙に至るまでの経緯
2023年4月上旬、東京15区選出の柿沢未途は、インターネット有料広告が選挙に効果的であることを知り、木村に提案。公職選挙法は選挙運動のために候補者が有料のネット広告を出すことを禁じているが、木村は広告に詳しいスタッフに指示し、柿沢の事務所は議員会館の地下会議室を予約した。議員会館で行われた撮影には柿沢の公設秘書も立ち会った。動画の編集・制作は外部の業者によって行われた。
4月16日、区長選挙が告示されると、木村の陣営は有料広告動画4本をYouTubeに掲載した。動画はいずれも6秒ほどで、木村自らが「木村やよいに投票してください」「江東区長選は木村やよい」などと投票を呼び掛けた。陣営は4本の動画の再生回数を考慮し、数日後に2本に絞った。掲載期間は5日間だった。そして23日投票・24日開票の選挙で木村が初当選した。
9月13日、第2次岸田第2次改造内閣が発足。9月15日付で柿沢は法務副大臣に就任した。
9月21日、江東区議会定例会で星野博議員（自由民主党）は木村の公選法抵触問題について質問。木村は「有料広告の掲載期間は5日間と認識している」「再生回数は37万9473回」「自分のキャッシュカードで費用14万3742円を支払った」「選挙運動費用収支報告書への当該費用の記載は、出納責任者の判断によりしなかった」と答弁した。
10月24日、東京地検特捜部は公職選挙法違反の疑いで、江東区役所の区長室、木村の自宅、木村の父親の木村勉の自宅などを家宅捜索した。これを受けて同月26日、木村は会見で辞職を表明し、同年11月15日付での区長の辞職願を区議会議長に提出し受理された。
10月31日、朝日新聞が柿沢への取材内容を報道。柿沢は同紙の取材に対し、「自分が木村の陣営関係者に『YouTube広告は効果があるからやった方がいい』と勧めた」と答えた。同日、柿沢は責任を取り法務副大臣を辞任した。

### 告示日・執行日
- 告示日：2023年（令和5年）12月3日
- 執行日：2023年（令和5年）12月10日

### 立候補者
（立候補届け出順）
| 候補者名                       | 年齢 | 所属党派 | 新旧別 | 肩書                           |
| ------------------------------ | ---- | -------- | ------ | ------------------------------ |
| 大久保朋果 （おおくぼ ともか） | 52   | 無所属   | 新     | 元東京都政策企画局政策担当部長 |
| 三戸安弥 （さんのへ あや）     | 34   | 無所属   | 新     | 前江東区議会議員 社会福祉士    |
| 猪野隆 （いの たかし）         | 58   | 無所属   | 新     | 元国税庁職員                   |
| 小暮裕之 （こぐれ ひろゆき）   | 44   | 無所属   | 新     | 医療法人理事長 小児科医        |
| 酒井菜摘 （さかい なつみ）     | 37   | 無所属   | 新     | 前江東区議会議員 看護師        |

#### 立候補が取り沙汰された人物
- 中村義和 - 不動産業代表
  - 11月20日までに立候補を表明したと報じられたが、告示日に立候補を届け出なかった[49]。
- 箕輪厚介 - 編集者、実業家
  - 11月3日にXにて日本維新の会所属の参議院議員（当時）、音喜多駿の投稿を引用する形で立候補を示唆した。一部メディアでも報じられた[50][51]が、11月5日に自身のXアカウントにて出馬取りやめを発表した[52]。

### タイムライン
- 10月31日 - 江東区選挙管理委員会は木村の辞職に伴う区長選挙の日程を『12月3日告示・10日投開票』と決定[53]。
- 11月2日 - 小池百合子都知事は自民党本部を訪れ、党都連会長の萩生田光一と会談した。区長選に向け、都民ファーストの会と自民党が連携を模索していると報じられた[54]。
- 11月13日 - 4月の区長選で落選した猪野隆が会見し、無所属で立候補する意向を表明した[55]。
- 11月16日 - 江東区議会議員の酒井菜摘が会見し、無所属で立候補する意向を表明した。酒井は14日付で立憲民主党を離党し、立憲が支持する方針のほか、日本共産党、れいわ新選組、東京・生活者ネットワークなどとも共闘について協議していると説明した[56]。
- 11月17日
  - 区長選挙の立候補予定者説明会が行われ、立候補を表明した猪野、酒井のほか計10陣営が出席。
  - 4月の区長選で落選した山﨑一輝は報道陣の取材に応じ、自身の出馬を否定し、都庁関係者の女性を擁立する方針を明らかにした[57]。
  - 東京都政策企画局政策担当部長の大久保朋果が自民党の支援を受けて立候補する方向で最終調整していることが明らかとなった。大久保はかつて小池知事の下で政策企画局特別秘書担当課長を務めた経験があり[58]、「知事に背中を押されて」（関係者談）出馬の意思を固めたとされる[59]。同日、東京都は大久保の11月20日付の退職を発表した[60]。
- 11月18日 - 日本共産党東京都委員会が酒井を支持すると発表[61]。
- 11月21日 - 大久保は会見し、無所属での立候補を表明。自民党、公明党、都民ファーストの会の推薦を受けることが決定[62][63][64]。
- 11月22日
  - 国民民主党東京都連が大久保を推薦することを決定した[65]。
  - 地方議会に複数議席を持つ政治団体、緑の党グリーンズジャパンが酒井の支持を決定した[66]。
- 11月25日 - 4月の区長選で芦沢礼子を擁立した宇都宮健児は酒井を支持すると表明[67]。
- 11月28日
  - 江東区議会議員の三戸安弥が自身のオフィシャルサイトにおいて、無所属で立候補をする意向を表明した[68]。
  - 日本維新の会が医療法人理事長の小暮裕之を無所属の推薦候補として擁立することを発表した[69]。
- 11月29日
  - 三戸と小暮が会見でそれぞれ立候補を正式に表明[70]。
  - 東京都議会議員の上田令子（江戸川区選挙区選出）が代表を務める地域政党、自由を守る会が三戸の推薦を発表した[71]。
- 12月2日 - れいわ新選組は酒井の支持を決定した[72]。
- 12月3日
  - 告示。立候補を届け出た三戸と酒井は、公職選挙法の規定で江東区議会議員を同日付で退職（自動失職）。
  - 地域政党の東京・生活者ネットワークは酒井の支持を決定した[73]。
- 12月4日 - 公益社団法人東京青年会議所は候補者5人によるインターネット討論会を主催。討論会は12月5日にYouTubeでアーカイブ配信された[74]。
- 12月10日 - 投開票。

### 選挙結果
各候補の得票率
投開票の結果、大久保が4候補を破り初当選した。自民党は大久保を推薦したが、前面に出ない戦略をとり、応援演説をするにしても一部の国会議員や地方議員に留め党幹部が応援に入ることはなかった。一方で、小池百合子都知事は何度も応援に入り、小池の側近であったことや都職員としての豊富な行政経験、都と区の連携などをアピールした。酒井は立憲民主党・共産党・社民党などとの野党共闘を実現し、クリーンな区政や区政の刷新を掲げたが及ばなかった。日本維新の会が推薦した小暮は供託金没収となった。
※当日有権者数：422,616人 最終投票率：39.20%（前回比：9.66pts）
| 候補者名   | 年齢 | 所属党派 | 新旧別 | 得票数   | 得票率 | 推薦・支持                                                                                                   |
| ---------- | ---- | -------- | ------ | -------- | ------ | --- |
| 大久保朋果 | 52   | 無所属   | 新     | 57,209票 | 35.0%  | （推薦）自由民主党・公明党・都民ファーストの会・国民民主党                                                   |
| 酒井菜摘   | 37   | 無所属   | 新     | 34,202票 | 21.0%  | （支持）立憲民主党・日本共産党・れいわ新選組・社会民主党・東京・生活者ネットワーク・緑の党グリーンズジャパン |
| 三戸安弥   | 34   | 無所属   | 新     | 30,132票 | 18.5%  | （推薦）自由を守る会                                                                                         |
| 猪野隆     | 58   | 無所属   | 新     | 28,189票 | 17.7%  | |
| 小暮裕之   | 44   | 無所属   | 新     | 12,649票 | 7.8%   | （推薦）日本維新の会                                                                                         |